# Elvira Erdmann
Sidonie Elvira Erdmann (* 12. April 1903 in Solingen; † 28. September 1976 in Düsseldorf) war eine deutsche Bühnen- und Filmschauspielerin.

## Leben und Wirken
Die Tochter des Technikers Arthur Erdmann und seiner Frau Johanna, geb. Viertel, besuchte die Lyzeen in Solingen, Essen und Chemnitz und erhielt Geigenunterricht an den Konservatorien in Breslau und Berlin. Ihre Schauspielausbildung absolvierte sie u. a. bei Adele Sandrock. In der Spielzeit 1920/21 begann sie an dem zum Rotter-Konzern gehörenden Berliner Trianon-Theater ihre Bühnenlaufbahn und arbeitete bereits hier mit nachmals bekannten Kollegen wie Paul Bildt, Hans Albers, Eugen Burg, Max Zilzer, Paul Biensfeldt, Harry Hardt und Franz Weber zusammen. Schon in der darauf folgenden Saison wechselte sie das Ensemble und wirkte nunmehr am Theater am Kurfürstendamm. Zeitgleich (1922) stand Erdmann mit einer Nebenrolle in der deutsch-niederländischen Gemeinschaftsproduktion Der Mann im Hintergrund auch erstmals vor der Kamera. Ihr Hauptinteresse galt aber weiterhin dem Theater. Nach Stationen am Nationaltheater Mannheim und am Hamburger Thaliatheater gehörte sie ab der Spielzeit 1927/28 bis zur Saison 1933/34 dem Ensemble der Vereinigten Theater (später Schauspielhaus genannt) der Stadt Köln an.
Es folgten im Anschluss daran Engagements in Frankfurt am Main und Berlin, wo man die Künstlerin bis zum Beginn des Zweiten Weltkriegs an Spielstätten wie dem Rose-Theater, dem Komödienhaus, der Komischen Oper und dem Renaissance-Theater sehen konnte. Zeitgleich kamen Angebote für weitere Leinwandauftritte hinzu, zumeist Edelchargen, etwa als Sekretärin in Kleiner Mann, ganz groß, als Dienstmädchen in Mein Mann darf es nicht wissen und als Magd in Wenn Männer verreisen. Im Krieg fand Elvira Erdmann meist nur noch an Tourneebühnen, auch zur Truppenbetreuung, Beschäftigung und kam in diesem Rahmen auch im Reichskommissariat Ostland zum Einsatz. Nach 1945 ließ sie sich in Düsseldorf nieder, wo sie zwar den ortsansässigen Bühnen angeschlossen war, jedoch ohne feste Verpflichtung blieb. Sie starb 1976 in ihrer Wohnung in Düsseldorf.
In den 1920er-Jahren war Elvira Erdmann kurzzeitig mit ihrem Berufskollegen Albert Parsen verheiratet und hatte mit ihm seit 1926 eine Tochter.

## Filmografie
- 1922: Der Mann im Hintergrund
- 1938: Kleiner Mann, ganz groß
- 1938: Spaßvögel
- 1938: Pour le Mérite
- 1939: Wenn Männer verreisen
- 1939: Der Stammbaum des Dr. Pistorius
- 1939: Mein Mann darf es nicht wissen
- 1944: Das Konzert